# وی چوانگ
وی چوانگ یا وی تسوانگ(چینی سنتی: 韋莊؛ چینی ساده شده:韦庄) شاعر چینی در دوران امپراتوری تانگ بود. او در بین سالهای ۸۳۶ تا ۹۱۰ میلادی می‌زیست. او در شهری در جنوب غربی چانگان زاده شد.